# Lonchaea corusca
Lonchaea corusca är en tvåvingeart som beskrevs av Leander Czerny 1934. Lonchaea corusca ingår i släktet Lonchaea och familjen stjärtflugor. Arten är reproducerande i Sverige. Inga underarter finns listade i Catalogue of Life.